# ناحیه پامپلموسس
ناحیه پامپلموسس (به لاتین: Pamplemousses District) یک ناحیه در موریس است که در موریس واقع شده‌است.

## خصوصیات
ناحیه پامپلموسس ۱۷۸٫۷ کیلومترمربع مساحت و ۱۴۰٬۵۱۱ نفر جمعیت دارد.